# Rhein-Neckar Löwen
Pour les articles homonymes, voir Löwen.
Maillots
Actualités
Dernière mise à jour : 28 octobre 2021.
Les Rhein-Neckar Löwen (auparavant SG Kronau/Östringen) est un club allemand de handball basé à Mannheim, au cœur de la région métropolitaine Rhin-Neckar. En allemand, Löwen signifie lions.
Le club évolue en Bundesliga depuis 2005.
Après avoir longtemps accumulé les places d'honneur en Allemagne et remporté la Coupe d'Europe de l'EHF en 2013, le club obtient son premier titre national en remportant le Championnat d'Allemagne en 2016. Il conserve son titre la saison suivante puis remporte sa première Coupe d'Allemagne en 2018.

## Histoire

### SG Kronau/Östringen

Logo du SG Kronau/Östringen

Le SG Kronau/Östringen est issu de la fusion en 2002 du TSG Kronau (fondé en 1904) et du TSV Baden Östringen (fondé en 1900), situés tous deux dans de petites villes (Kronau 5 600 hab., Östringen 12 000 hab.). Östringen évoluait alors en 2.Bundesliga depuis 1995 et venait de s'incliner en finale d'accession en 2002 après avoir terminé 2e de la Poule Sud. Kronau évoluait quant à lui en 2.Bundesliga depuis 2000.
Cette fusion est prometteuse dans un premier temps, puisque, dès sa première saison, le club est sacré champion de la 2.Bundesliga et se hisse donc parmi l'élite allemande, la Bundesliga. Mais cette épopée est brève puisque le SG Kronau/Östringen est relégué dès sa première saison à cause d'une médiocre seizième place. Ce retour en 2.Bundesliga sera toutefois de courte durée puisque le club termine à la deuxième place, synonyme de montée.
À l'aube de la saison 2005/2006, cette seconde montée en Bundesliga s'accompagne d'une évolution importante puisque le club déménage dans la ville de Mannheim et prend possession d'une salle de plus de 14 000 places, la SAP Arena. Ces changements portent leurs fruits puisque le SG Kronau/Östringen termine sixième alors qu'il avait le statut de promu et le club réalise aussi une très belle campagne en Coupe d'Allemagne, ne cédant qu'en finale 25 à 26 face au HSV Hambourg. Ces deux bons résultats permettront au club de disputer la saison suivante la première campagne européenne de l'histoire du club.

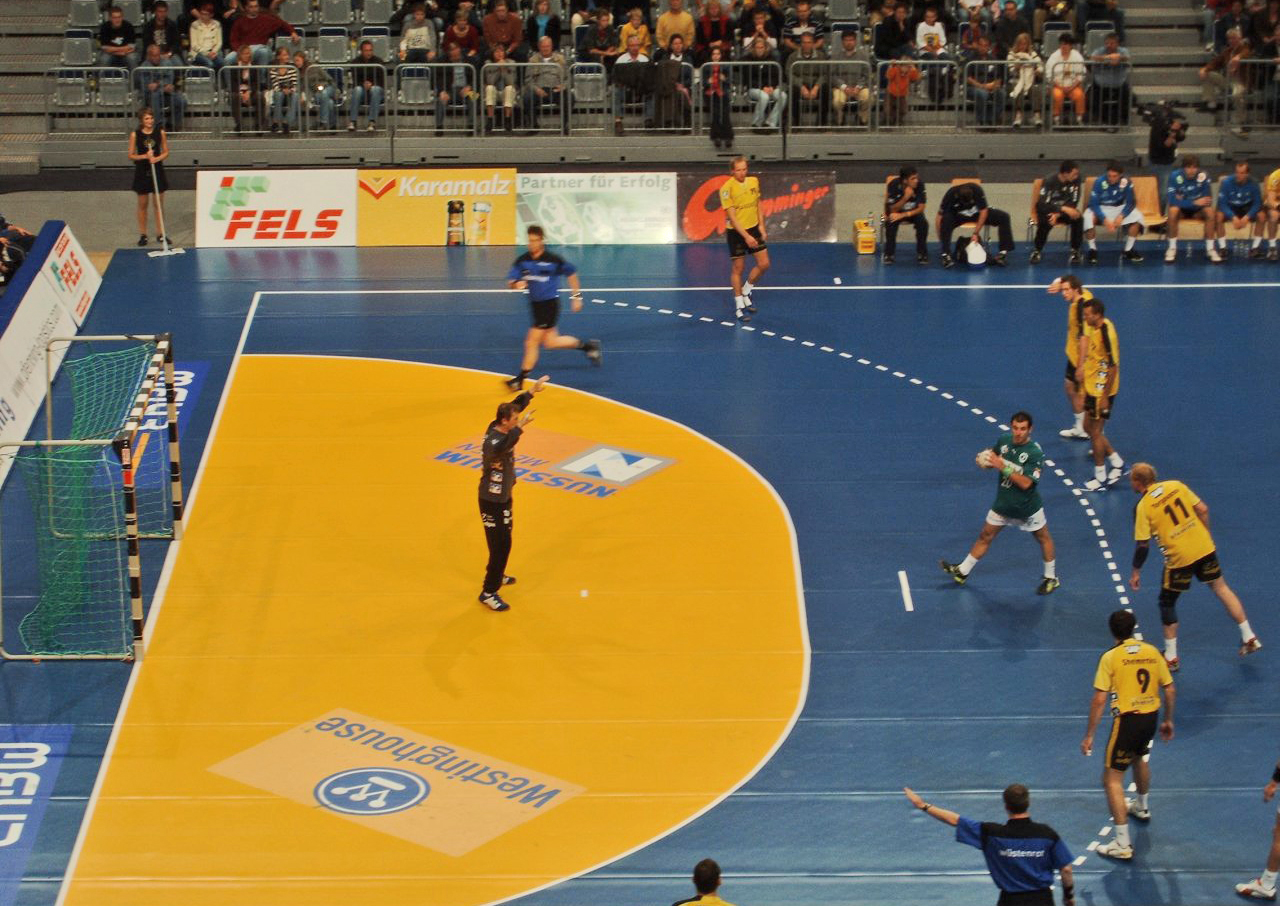
Le SG Kronau/Östringen face au HSG Wetzlar en 2006.

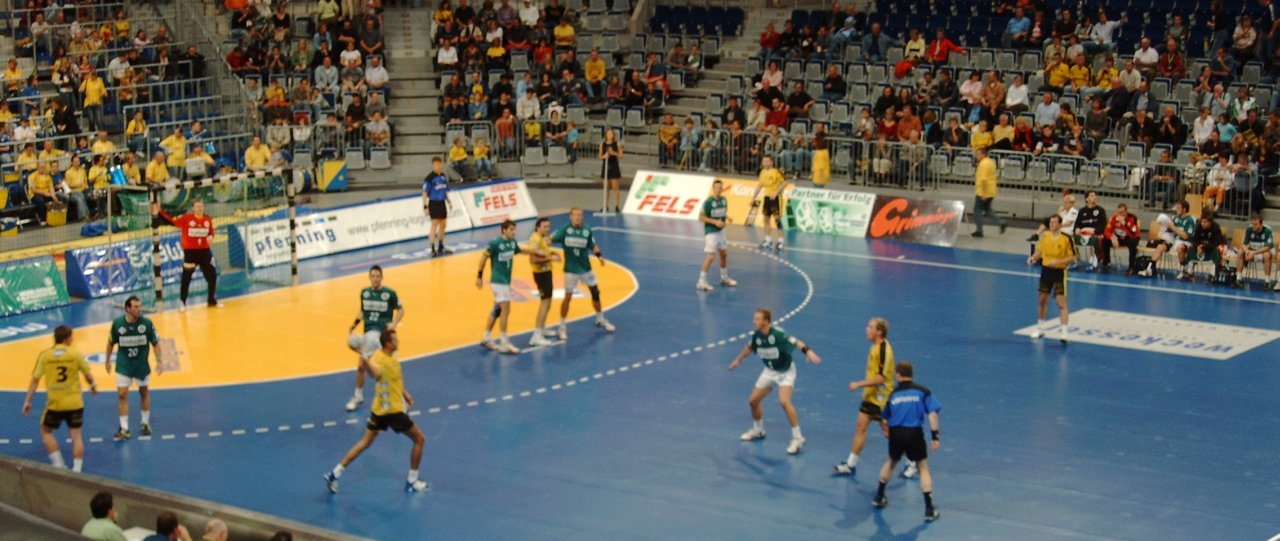
Le SG Kronau/Östringen face au HSG Wetzlar en 2006.

La saison 2006/2007 se passe un peu moins bien en Bundesliga à cause d'une régression de deux places par rapport à la saison précédente. En Coupe d'Allemagne, le club réalise tout comme la saison précédente une très belle campagne en atteignant de nouveau finale. Opposé cette fois au THW Kiel, le club mène 19 à 15 à la pause mais s'incline finalement 31 à 33. Kiel ayant également remporté le championnat, cette finale permet au club de se qualifier pour la Coupe d'Europe des vainqueurs de coupe. Cette saison 2006/2007 voit aussi le club entrer sur la scène européenne en Coupe de l'EHF : après un premier tour remporté face aux modestes chypriotes du SPE Strovolos Nicosie, le SG Kronau/Östringen doit s'incliner en huitièmes de finale face à ses expérimentés compatriotes du SC Magdebourg, étant battu de 13 buts au match retour après avoir remporté le match aller de quatre buts 38 à 34.

### Rhein-Neckar Löwen
En 2007, le club prend sa dénomination actuelle, Rhein-Neckar Löwen, Mannheim constituant le centre économique et culturel de la Rhein-Neckar, région métropolitaine située au confluent du Rhin et du Neckar. Löwen signifie Lions, tel la mascotte Conny.

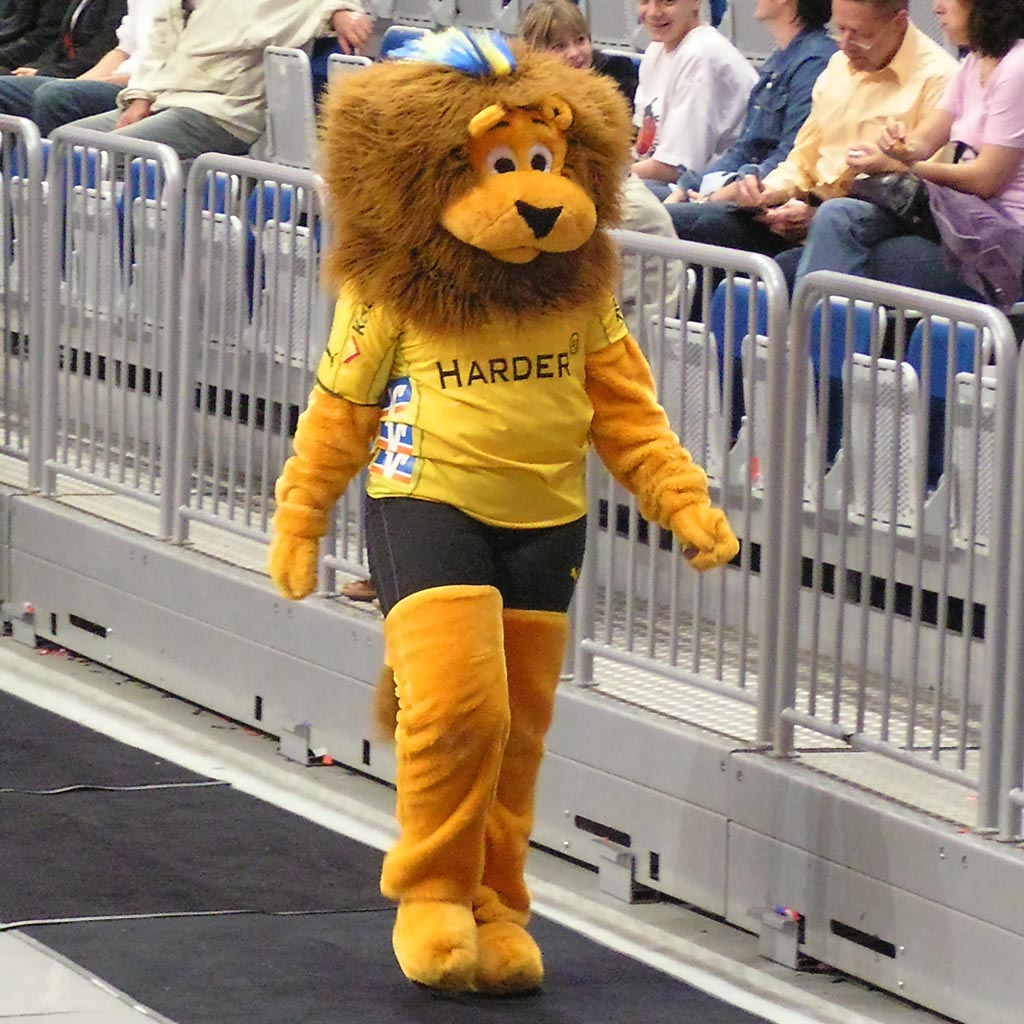
Le Lion Conny, la mascotte du club depuis 2007.

Lors de cette saison 2007/2008, si la campagne en Coupe s'arrête cette fois-ci en demi-finale, éliminé par le THW Kiel, une nette progression s'opère en championnat avec une belle quatrième place et surtout sur la scène européenne où le club atteint la finale de la Coupe des coupes. Après avoir pris sa revanche en quart de finale face au SC Magdebourg puis écarté les espagnols du BM Valladolid, le club est battu par les Hongrois du Veszprém KSE, sur un score total de 60 à 65 (27 à 32 en Hongrie puis 28 à 28 à domicile).
Cette quatrième place en championnat est synonyme de qualification pour le tour préliminaire de la Ligue des champions. En dominant facilement le HB Dudelange 87 à 31, le club se qualifie pour le tour principal où il termine à la première place. Qualifiés pour les quarts de finale, les Rhein-Neckar Löwen éliminent les russes de Medvedi Tchekhov (67 à 61) mais doivent ensuite s'incliner face au THW Kiel, subissant au match aller une correction avec une défaite 23 à 37 avec déjà un déficit de 12 buts à la mi-temps (8 à 20). Le club lèvera l'affront au match retour en s'imposant 31 à 30, mais doit laisser ses compatriotes atteindre la finale. Sur le plan national, le club réalise sa meilleure performance en Bundesliga en terminant à la troisième place alors qu'en Coupe, le club est, comme la saison précédente, éliminé en demi-finale par le THW Kiel.
Durant la saison 2009/2010, le club accède pour la troisième fois en finale de la Coupe d'Allemagne mais s'incline comme en 2006 face au HSV Hambourg sur un total de 33 à 34. En Bundesliga, les Rhein-Neckar Löwen terminent à la quatrième place, soit une légère régression par rapport à la saison précédente. De nouveau qualifié en Ligue des champions, le club termine 2e de son groupe derrière Veszprém et est qualifié pour les huitièmes de finale où il élimine les espagnols du BM Valladolid 67 à 62. Il retrouve à nouveau le THW Kiel en quart de finale et se fait éliminer une fois de plus, s'inclinant par deux fois d'un but (28-29 ; 30-31).
La saison 2010-2011 se conclut par une quatrième place en championnat et par un élimination en demi-finale de la Coupe d'Allemagne par le SG Flensburg-Handewitt, s'inclinant de deux buts (22-20). En Ligue des champions, le club termine 2e de son groupe derrière... Kiel et est qualifié pour les huitièmes de finale où il élimine les croates du RK Zagreb 58 à 55. En quart de finale, face au Montpellier AHB, le club s'incline à domicile lors du match aller 27 à 29, mais renverse la vapeur au retour en s'imposant nettement 35 à 26 avec notamment un 20 à 9 en deuxième mi-temps. Le club participe ainsi à son premier Final 4, mais s'incline en demi-finale face au FC Barcelone 28 à 30.
La saison 2011-2012 est plus décevante avec une cinquième place en championnat et une élimination en Coupe d'Allemagne dès les huitièmes de finale. Sur la scène européenne, les Rhein-Neckar Löwen doit passer par un Tournoi Wild-Card de la Ligue des champions : après avoir battu en demi-finale les Français de Dunkerque 36 à 30, les Lions s’inclinent face à la formation polonaise du KS Kielce, 30 à 32. Reversé en Coupe de l'EHF, les Rhein-Neckar Löwen partent comme un des clubs favoris pour cette compétition mais sont éliminés en demi-finale par le Frisch Auf Göppingen, 62 à 65.
En 2012, à la suite de cette moins bonne saison, le club ne participe pas à Ligue des champions mais va directement en Coupe de l'EHF masculine 2012-2013. Toujours considéré comme un des principaux favoris tout comme la saison précédente, les Lions décrochent leur premier trophée puisqu'ils battent le HBC Nantes 26 à 24 qui jouait pourtant à domicile. En Bundesliga, le club réalise une bien meilleure saison, puisque, après avoir été en tête au cours de la première partie de la saison, il termine à la troisième place. En Coupe d'Allemagne, les Rhein-Neckar Löwen est par contre éliminé dès le stade des quarts de finale.
Lors de la saison 2013/2014, le club réalise une très bonne saison en Bundesliga, terminant deuxième de la saison. Pourtant, les Lions ne sont pas passées loin de remporter leur premier titre national puisqu'ils terminent avec le même nombre de points que le champion, le THW Kiel, mais avec une moins bonne différence de buts. En Coupe d'Allemagne, le club se fait éliminer en demi-finale par le SG Flensburg-Handewitt. En Ligue des champions, les Lions terminent à la deuxième place derrière les Hongrois du Veszprém KSE et devant le RK Celje, le HC Motor Zaporijia, le RK Zagreb et le Saint-Pétersbourg HC. En huitièmes de finale, les Rhein-Neckar Löwen sont opposés aux polonais du KS Kielce et son nouvel entraineur, Talant Dujshebaev qui s'était illustré avec le BM Ciudad Real. Lors du match aller à la Hala Legionów, les Lions concédent à une défaite de 32 à 28 dans un match très engagé et très physique. Lors de la conférence de presse d’après-match, Dujshebaev et Guðmundsson, le coach islandais des Rhein-Neckar Löwen, en viennent aux mains. Après cet incident, l'ambiance ne pouvait être que chaude du côté de Mannheim mais poussé par 8805 supporters les Lions s'imposent 27 à 23 et se qualifient donc selon la règle du nombre de buts marqué à l'extérieur. Opposé au FC Barcelone, le club réalise une grosse performance en s’imposant de sept buts (38-31) à la SAP Arena, mais le club catalan parvient à remonter ce handicap en infligeant un 31 à 24 aux Lions et ainsi à se qualifier sur un score de 62 à 62 grâce à la règle du nombre de buts marqué à l'extérieur.
La campagne européenne 2014/2015 est de moins bonne facture puisqu'après s'être qualifié en quart de finale grâce à une troisième place du groupe C, derrière les Hongrois du Veszprém KSE et les Macédoniens du RK Vardar Skopje, le club perd ses deux matchs en huitième de finale face au dernier vainqueur de la Coupe de l'EHF, les Hongrois du SC Pick Szeged, sur un total de 59 à 65 (30-34;29-31). En Bundesliga, les Lions rééditent leur deuxième place derrière l'éternel THW Kiel alors qu'en Coupe, le club est écarté par les futurs vainqueurs de l'édition, le SG Flensburg-Handewitt.
En 2016, le club obtient son premier titre national en remportant le Championnat d'Allemagne mais s’incline en demi-finale de la Coupe d'Allemagne et déçoit à nouveau en Ligue des champions, étant éliminé en huitièmes de finale par le RK Zagreb. Hormis la victoire en début de saison lors de la Supercoupe, la saison 2016/17 est totalement similaire puisque les Lions conservent leur titre de champion, est éliminé en demi-finale de coupe et en huitièmes de finale de la Ligue des champions, s’inclinant de deux buts à domicile après remporté le match aller à Kiel.
Lors de la saison 2017/2018, le club fait à nouveau parler de lui en huitièmes de finale de la Ligue des champions : contraint d’affronter Kiel en championnat d'Allemagne le même jour que son huitièmes aller, les Rhein-Neckar Löwen refusent la proposition de l'EHF d'échanger la réception du match retour avec celle du match aller, perdant ainsi le bénéfice (supposé) du match retour à domicile que son classement (4e de sa poule) lui avait octroyé. En conséquence, les Lions alignent son équipe réserve et la très lourde défaite 41 à 17 en Pologne annihile tout espoir de qualification en quart de finale. En revanche, le club domine la scène nationale en gagnant sa seconde Supercoupe puis sa première Coupe d'Allemagne en 2018. Leader en championnat, il perd plusieurs matchs en fin de saison et se fait dépasser par le SG Flensburg-Handewitt qui remporte son deuxième titre de champion d'Allemagne : les Rhein-Neckar Löwen ratent ainsi un triplé historique qui leur tendait les bras.

## Palmarès
| Compétitions internationales | Compétitions nationales |
| - Ligue européenne/Coupe de l'EHF (C3) - Vainqueur (1) : 2013 - Demi-finaliste (2) : 2012, 2021 - Coupe des vainqueurs de coupe (C2) - Finaliste en 2008 - Ligue des champions - Demi-finaliste en 2009 et 2011 | - Championnat d'Allemagne - Vainqueur (2) : 2016, 2017 - Deuxième (3) : 2014, 2015, 2018 - Coupe d'Allemagne - Vainqueur (2) : 2018, 2023 - Finaliste (3) : 2006, 2007, 2010 - Supercoupe d'Allemagne - Vainqueur (3) : 2016/17, 2017/18 et 2018/19 - Finaliste (1) : 2007/08 |

### Bilan saison par saison
| Saison              | Division            | Place               | Coupe               | Supercoupe          | Europe*             |
| SG Kronau/Östringen | SG Kronau/Östringen | SG Kronau/Östringen | SG Kronau/Östringen | SG Kronau/Östringen | SG Kronau/Östringen |
| ------------------- | ------------------- | ------------------- | ------------------- | ------------------- | ------------------- |
| 2002-2003           | 2. Bundesliga       | 1er                 | 2e tour             | /                   | /                   |
| 2003-2004           | Bundesliga          | 16e                 | 2e tour             | /                   | /                   |
| 2004-2005           | 2. Bundesliga       | 2e                  | 2e tour             | /                   | /                   |
| 2005-2006           | Bundesliga          | 6e                  | Finale              | /                   | /                   |
| 2006-2007           | Bundesliga          | 8e                  | Finale              | /                   | C3 : 1/8 finale     |
| Rhein-Neckar Löwen  |                     |                     |                     |                     |                     |
| 2007-2008           | Bundesliga          | 4e                  | 1/2 finale          | Finaliste           | C2 : Finale         |
| 2008-2009           | Bundesliga          | 3e                  | 1/2 finale          | /                   | C1 : 1/2 finale     |
| 2009-2010           | Bundesliga          | 4e                  | Finale              | /                   | C1 : 1/4 finale     |
| 2010-2011           | Bundesliga          | 4e                  | 1/2 finale          | /                   | C1 : 1/2 finale     |
| 2011-2012           | Bundesliga          | 5e                  | 1/8 finale          | /                   | C3 : 1/2 finale     |
| 2012-2013           | Bundesliga          | 3e                  | 1/4 finale          | /                   | C3 : Vainqueur      |
| 2013-2014           | Bundesliga          | 2e                  | 1/2 finale          | /                   | C1 : 1/4 de finale  |
| 2014-2015           | Bundesliga          | 2e                  | 1/2 finale          | /                   | C1 : 1/8 de finale  |
| 2015-2016           | Bundesliga          | Champion            | 1/2 finale          | /                   | C1 : 1/8 de finale  |
| 2016-2017           | Bundesliga          | Champion            | 1/2 finale          | Vainqueur           | C1 : 1/8 de finale  |
| 2017-2018           | Bundesliga          | 2e                  | Vainqueur           | Vainqueur           | C1 : 1/8 de finale  |
| 2018-2019           | Bundesliga          | 4e                  | 1/4 finale          | Vainqueur           | C1 : 1/8 de finale  |
| 2019-2020           | Bundesliga          | 5e                  | 1/4 finale          | /                   | C3 : arrêtée        |
| 2020-2021           | Bundesliga          | 5e                  | Pas de compétition  | /                   | C3 : 3e place       |
| 2021-2022           | Bundesliga          | 10e                 | 1/4 finale          | /                   | C3 : 2e tour        |
| 2022-2023           | Bundesliga          | 5e                  | Vainqueur           | /                   | /                   |
| 2023-2024           | Bundesliga          | 12e                 | 1/4 finale          | /                   | C3 : 3e place       |
| 2024-2025           | Bundesliga          | en cours            | en cours            | /                   | /                   |

 * Légende : C1=Ligue des champions, C2=Coupe des vainqueurs de coupe, C3= Ligue européenne/Coupe de l'EHF

Source : (en) « Fiche du club en coupes d'Europe », sur eurohandball.com (consulté le 6 septembre 2024)

## Effectif

### Transferts
| Arrivées 2021-2022 - Mamadou Diocou, ailier droit, en prêt du FC Barcelone - Benjamin Helander, ailier gauche, en provenance du Alingsås HK - Juri Knorr, demi-centre, en provenance du GWD Minden - Kristjan Horžen, pivot, en provenance du RK Celje Arrivées 2022-2023 - Sebastian Hinze, entraîneur, en provenance du Bergischer HC - Halil Jaganjac (en), arrière gauche, en provenance du RK Nexe Našice | Départs 2021-2022 - Jerry Tollbring, ailier gauche, en direction du GOG Håndbold - Jesper Nielsen, pivot, en direction du Aalborg Håndbold - Romain Lagarde, demi-centre, en direction du Pays d'Aix UC Départs 2022-2023 - Andy Schmid, demi-centre, destination inconnue - Andreas Palicka, gardien de but, en direction du Paris Saint-Germain - Klaus Gärtner (de), entraîneur, destination inconnue |

## Personnalités célèbres liés au club

### Maillots retirés
Quatre personnalités du club ont vu leur numéro de maillot retiré :
| N° | Joueur                   | Année | Période   |
| -- | ------------------------ | ----- | --------- |
| 18 | Bjarte Myrhol            | 2015  | 2009–2015 |
| 3  | Uwe Gensheimer           | 2016  | 2003–2016 |
| C  | Nikolaj Bredahl Jacobsen | 2019  | 2014–2019 |
| 30 | Gedeón Guardiola         | 2020  | 2012–2020 |

### Joueurs
Parmi les joueurs du club (en gras, les joueurs actuels), on trouve :
- Mikael Appelgren
- Karol Bielecki
- Christian Caillat (de)
- Ivan Čupić
- Davor Dominiković
- Kim Ekdahl du Rietz
- Henning Fritz
- Patrick Groetzki
- Gedeón Guardiola
- Róbert Gunnarsson
- Michael Haaß
- Siarhei Harbok
- Mariusz Jurasik
- Jannik Kohlbacher
- Romain Lagarde
- Niklas Landin Jacobsen
- Juri Knorr
- Krzysztof Lijewski
- Børge Lund
- Mads Mensah Larsen
- Michael Müller
- Jesper Nielsen
- Andreas Palicka
- Alexander Petersson
- Jackson Richardson
- Oliver Roggisch
- Andy Schmid
- Christian Schwarzer
- Žarko Šešum
- Guðjón Valur Sigurðsson
- David Späth
- Ólafur Stefánsson
- Sławomir Szmal
- Jerry Tollbring
- Dimitri Torgovanov
- / Oleg Velyky
- Christian Zeitz

### Entraîneurs successifs
- Michael Roth/Rolf Bechtold : de 2002 à 2004
- Frédéric Volle : de 2004 à janvier 2005
- Rolf Bechtold : de janvier à juin 2005
- Iouri Chevtsov : de 2005 à septembre 2008
- Wolfgang Schwenke (de) : de 2008 à 2009
- Ola Lindgren : de 2009 à septembre 2010
- Guðmundur Guðmundsson : de 2010 à 2014
- Nikolaj Bredahl Jacobsen : de 2014 à 2019
- Kristján Andrésson (en) : de 2019 à février 2020
- Martin Schwalb : de février 2020 à 2021
- Klaus Gärtner (de) : de 2021 à janvier 2022
- Ljubomir Vranjes : de janvier à juin 2022
- Sebastian Hinze (de) : à partir de juillet 2022

## Groupe de supporters
Le club possède un groupe de supporters nommés Baden-Lions.
Le groupe de supporters est considéré comme les meilleurs de la Bundesliga avec les "sprats zèbre" du THW Kiel.
Les Baden-Lions sont le premier groupe de supporters de la SG Kronau/Östringen, en avril 2010, ils sont au nombre de groupe de 469.
Ce sont également les créateurs de la revue "Löwengebrüll" ou en français "Rugissement du lion" qui parait pour chaque match à domicile.

### Affluences

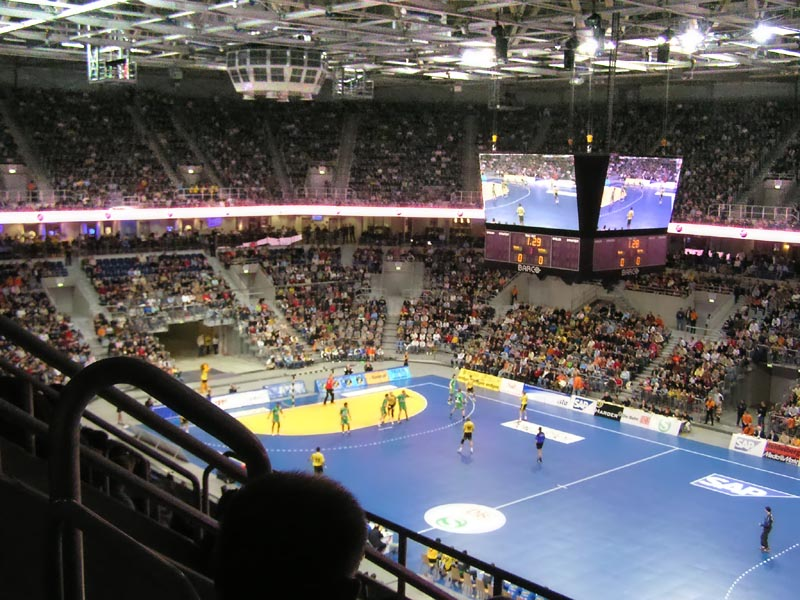
La SAP Arena de Mannheim.

| Saison  | Affluence moyenne   |
| ------- | ------------------- |
| 2002/03 | 1 596 spectateurs   |
| 2003/04 | 2 965 spectateurs   |
| 2004/05 | 1 951 spectateurs   |
| 2005/06 | 7 268 spectateurs   |
| 2006/07 | 8 349 spectateurs   |
| 2007/08 | 9 246 spectateurs   |
| 2008/09 | 7 923 spectateurs   |
| 2009/10 | 7 431 spectateurs   |
| 2010/11 | 8 033 spectateurs   |
| 2011/12 | 6 574 spectateurs   |
| 2012/13 | 7 867 spectateurs   |
| 2013/14 | 7 301 spectateurs   |
| 2014/15 | 8 887 spectateurs   |
| 2015/16 | 8 783 spectateurs   |
| 2016/17 | 8 569 spectateurs   |
| 2017/18 | 8 222 spectateurs   |
| 2018/19 | 7 932 spectateurs   |
| 2019/20 | 8 319 spectateurs   |
| 2020/21 | 39 spec. (Covid-19) |

## Infrastructure
La SAP Arena est la salle du Rhein-Neckar Löwen, elle possède une capacité de 14 000 places, la salle appartient à Dietmar Hopp.

## Galerie

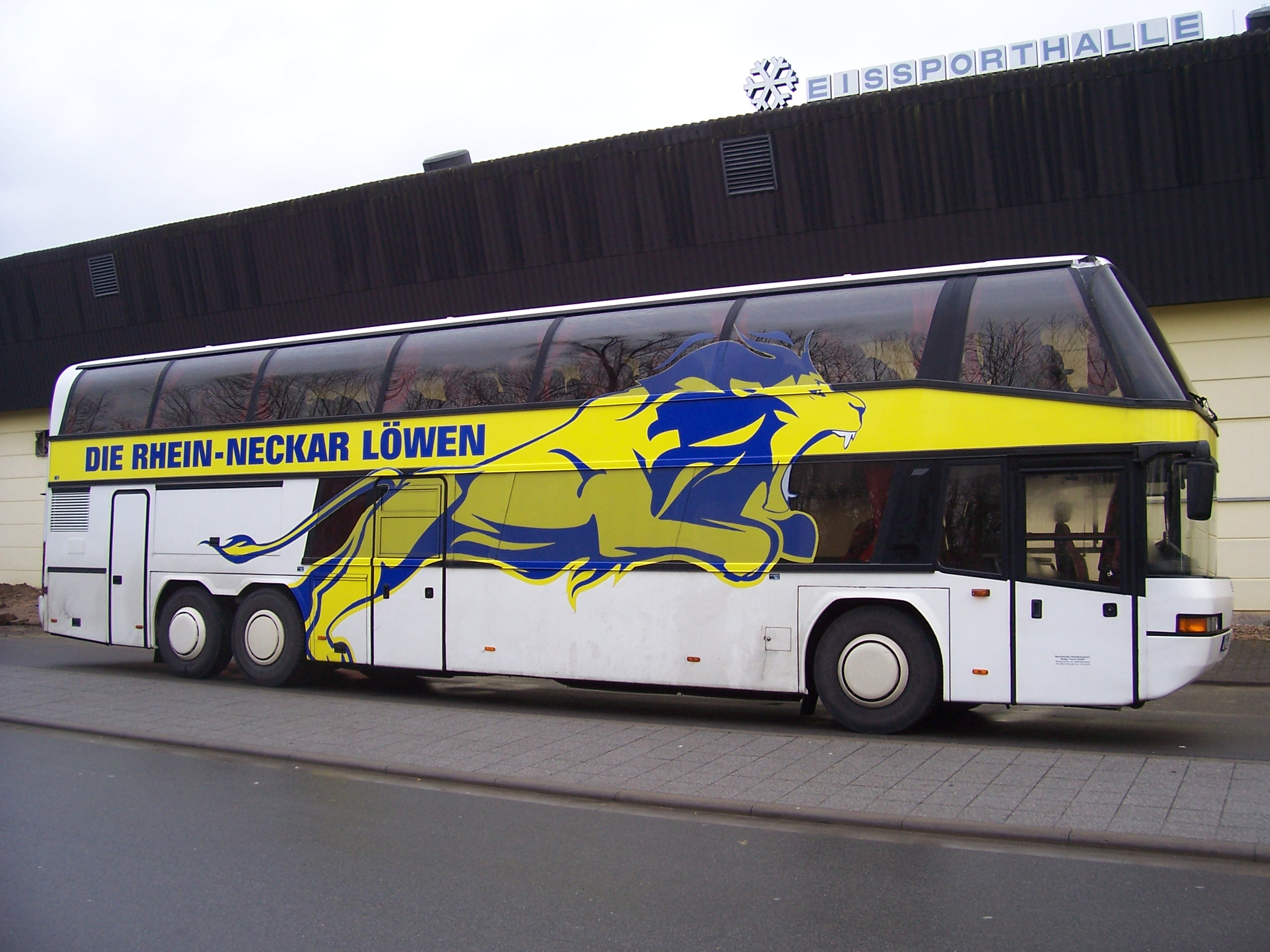
Le bus du Rhein-Neckar Löwen.
Logo du Rhein-Neckar Löwen

## Équipementiers
| Période                             | Équipementier | Réf.   |
| ----------------------------------- | ------------- | ------ |
| saison 2008/2009 – saison 2014/2015 | Hummel        | [ 10 ] |
| saison 2015/2016 – saison 2018/2019 | Erima         | [ 11 ] |
| saison 2019/2020 – saison ?         | Puma          | ,      |